# نبرد دین بین فو
نبرد دین‌بین‌فو اوج نزاع‌های جنگ اول هندوچین بین اتحاد فرانسویان و نیروهای انقلابی کمونیست ویت مین در ویتنام بود. این نبرد که در دین‌بین‌فو بین ماه‌های مارس و آوریل ۱۹۵۴ اتفاق افتاد در پایان به شکست کامل فرانسه منجر شد. آغاز محاصره دین‌بین‌فو، پایان یک قرن حضور استعماری فرانسه در منطقه هندوچین بود. دین‌بین‌فو، دشتی در ویتنام شمالی نزدیک مرز لائوس است. به نوشتهٔ مارتین ویندرو، مورخ نظامی دین بین فو «نخستین باری است که یک جنبش استقلال خواهانهٔ غیر اروپایی از همه مراحل از جنگ چریکی به یک ارتش متعارف سازمان یافته و مجهز قادر به شکست دادن یک اشغالگر غربی مدرن در یک جنگ صف آرایی شده تکامل یافت.»

## هدف فرانسه سلطه بر ویتنام بود
در جنگ جهانی دوم شبه جزیره هندوچین و از جمله سرزمین ویتنام، به دست ژاپن افتاد.
بعد از بمباران هیروشیما و ناکازاکی و شکست ژاپن در جنگ، فرانسوی‌ها که از دست نیروهای ژاپن خلاص شده بودند به تکاپو افتادند تا ویتنام را در زیر سلطه خود بگیرند. به این ترتیب جنگ اول ویتنام به مدت ۹ سال بین نیروهای هوشی‌مین و فرانسه آغاز شد.
فرانسوی‌ها با این ادعا که اگر ما هندوچین را اشغال نکنیم، همه منطقه جنوب شرقی آسیا را انگلیس تصرف می‌کند، برای حمله و تجاوز به ویتنام زمینه چینی کردند.
بتدریج ده‌ها هزار فرانسوی در هندوچین مستقر شد و به چپاول مواد اولیه آن از جمله کائوچو مشغول شدند.
نهم ماه مه ۱۹۴۵ که به جنگ جهانی دوم خاتمه داده شد، نبرد استقلال طلبان با ارتش فرانسه تازه آغاز گشت.
اگرچه فرانسه، به ظاهر و روی کاغذ، استقلال بخش شمالی ویتنام را به رسمیت شناخته بود؛ ولی آن را وابسته به خویش کرد.
در جنوب ویتنام هم، به وسیله حکومت هوادار خودش که مورد تأیید ویتنام شمالی نبود، اِعمال نفوذ می‌کرد. هدف فرانسه سلطه بر ویتنام بود.

## جنگ همه‌جانبه فرانسه، علیه ویتنام
در اواخر سال ۱۹۴۶ نیروی هوایی فرانسه شهر هایفونگ را بمباران کرد و برای هوشی‌مین و یارانش جز جنگ‌های پارتیزانی راهی باقی نگذاشت.
ارتش فرانسه علیه ویتنام اقدام به جنگ تمام عیار نمود. شهرهای این کشور در تصرف فرانسه و دهکده‌های خفته در جنگلهای انبوه و کوه‌ها، در اختیار پارتیزان‌ها و جنگجویان ویت مین قرار گرفت. ارتش فرانسه تا رودخانه قرمز در شمال ویتنام و نزدیک جمهوری چین هم پیش رفت.
ویت‌کنگ هر روز ضربات سختی به ارتش فرانسه می‌زد و صدها کامیون حامل سربازان را در دل جنگل‌ها به رگبار مسلسل می‌بست و امنیت را به کلی از ارتش استعماری سلب کرده بود.
مبارزین ویتنامی راه‌های ارتباطی فرانسویان را مختل و کابل‌های برق و تلفن را قطع می‌کردند. سربازان فرانسوی جرأت نداشتند وارد جنگل شوند.
ویت‌کنگ روزها کشاورزی و شبها جنگ می‌کرد. ارتش فرانسه که نمی‌دانست مبارزین کجا هستند و قادر نبود آن‌ها را از مردم دیگر تشخیص دهد، تا می‌توانست نیرو به ویتنام فرستاد و علیه نیروهای ویتنامی به تبلیغات وسیع دست زد.

## درگیری در دین‌بین‌فو
در سال ۱۹۵۳ سرفرماندهی عالی ارتش فرانسه در ویتنام تصمیم گرفت به خیال خودش ضربه جانانه‌ای بر مبارزین ویتنامی وارد کند.
برای رسیدن به این هدف محل دین‌بین‌فو (دشتی در ویتنام شمالی نزدیک مرز لائوس) را که نزدیک رودخانه قرمز بود برگزید و به انبار پیچیده‌ترین سلاح‌ها، فرودگاه‌های نظامی و تأسیسات مخابراتی تبدیل کرد.
همه امید فرانسه برای شکست ویت‌کنگ در دین‌بین‌فو متمرکز شد.
ژنرال جیاپ که رهبری ارتش ویت‌کنگ را به عهده داشت متوجه شد که با حملات کلاسیک نمی‌تواند دین‌بین‌فو را تسخیر کند. از ده‌ها کیلومتر دورتر از این پایگاه اقدام به حفر تونل‌های زیرزمینی کرد و جنگجویان به دور از دید ارتش فرانسه شبانه با سختی زیاد تونل‌ها را حفر می‌کردند.
بدین ترتیب سازمان اطلاعاتی ارتش فرانسه که بسیار هم مجهز بود، رو دست سختی خورد و نتوانست از این تونل‌های زیرزمینی آگاه شود.
پیروزی‌ها البته ساده بدست نیآمد. در نبرد با اشغالگران تعداد بیشماری از نیروهای ویت مین زیر شکنجه‌های طاقت فرسا جان باختند.
اول ماه مه ۱۹۵۴ مبارزین ویتنامی ناگهان به پایگاه دین بین فو، هجوم بردند و نیروهای فرانسوی را غافلگیر کردند.
فرانسویها مشاهده کردند که از دل جنگل، توپخانه ضدهوایی هواپیماهای جنگی آن‌ها را پی در پی ساقط می‌کند و از قلب پایگاه دین‌بین‌فو جنگجویان از زیر زمین (تونلها) بیرون می‌آیند و با آن‌ها پیکار می‌کنند.
سیمهای خاردار، میدان مین و بمباران با بمب ناپالم مانع ادامه حمله نیروهای هوشی‌مین و رخنه آنان به پایگاه نشد.
وحشت ارتش فرانسه را فراگرفت آن‌ها خود را کاملاً در محاصره دیدند.

## هزاران نفر در دین‌بین‌فو جان باختند
مبارزین ویتنامی (ویت‌کنگ) با دوچرخه قطعات توپخانه‌ها را محرمانه به جنگل‌ها می‌بردند و در آنجا قطعات توپخانه سنگین را به هم وصل می‌کردند.
ویت‌کنگ ده‌ها توپخانه ضدهوایی، توپخانه زمینی و حتی تانک را بدین ترتیب مونتاژ می‌کرد. سرفرماندهی ارتش فرانسه در ویتنام هرگز تصور نمی‌کرد آنان از چنین توپخانه سنگین در دل جنگلها بهره‌مند باشد.
...
روز سوم ماه مه ۱۹۵۴ ویت‌کنگ موفق شد سومین پل ارتباطی ارتش فرانسه را هم تسخیر کند. در این نبرد تن به تن هزاران تن از سربازان فرانسوی کشته یا اسیر شدند.
ستاد ارتش فرانسه که دریافت در موقعیت دشواری قرار گرفته است هشت هزار چترباز فرانسوی را روانه جبهه کرد که شمار زیادی از آن‌ها پیش از فرود آمدن به زمین با توپخانه ضدهوایی ویت‌کنگ کشته شدند.
زمین جبهه به علت باران‌های سیل آسا حرکت را از سربازان فرانسوی سلب کرد در حالی که ویت‌کنگ به آن عادت داشت.
از لحظه سقوط دین‌بین‌فو هزاران سرباز فرانسوی از ارتش فرار کردند.
در این نبرد ارتش فرانسه چهار هزار کشته و هشت هزار نفر اسیر از دست داد (از جمله ژنرال دوگاستری ویتنامی‌ها هم چندین هزار کشته دادند.
فرانسویان به قدرت مبارزین ویتنام اعتراف نمودند. ژنرال ناوار اعلام کرد که آنان دویست هزار توپ شلیک کردند که نشان قدرت نظامی آن بود. رهبران ارتش فرانسه دریافتند که به فاجعه سقوط بزرگ‌ترین پایگاه نظامی فرانسه در جنوب شرقی آسیا نزدیک می‌شوند.
با سقوط دین‌بین‌فو قدرت نظامی، سیاسی، اقتصادی فرانسه و موقعیت آن کشور در جهان، نزول کرد اما، حیثیت داخلی و جهانی ویت‌کنگ به اوج رسید.

## پیامدهای نبرد دین‌بین‌فو
ژنرال ناوار که فرماندهی کل ارتش فرانسه در ویتنام را عهده‌دار بود با خبر سقوط دین‌بین‌فو و اسیر شدن ژنرال دوگاستری به گریه افتاد.
با شکست ارتش فرانسه در دین‌بین‌فو، در فرانسه «پیرمندس فرانس» از حزب سوسیالیست که طرفدار صلح بود نخست‌وزیر شد و با ویت‌کنگ مذاکره نمود.
پیروزی ویتنامی‌ها در این نبرد، فرانسه را مجبور کرد در کنفرانس ژنو به استقلال ویتنام (و همچنین کامبوج و لائوس) رضایت دهد. در این موافقت‌نامه ویتنام موقتاً به دو بخش شمالی و جنوبی تقسیم گشت.
به موجب قراردادی که بسته شد مدار هفده درجه، ویتنام شمالی را از جنوب جدا کرد. هانوی پایتخت ویت‌کنگ (به رهبری هوشی‌مین)، و سایگون، پایتخت جنوب اعلام شد.
پاگودا امپراتور ویتنام برکنار شد و نگوین ـ دیم به ریاست دولت جنوب رسید اما چندی بعد به قتل رسید.
در جنوب جبهه آزادیبخش ویتنام به وجود آمد و دولت ویتنام شمالی از آن حمایت کرد.

## کتاب دین بین فو
این کتاب، شرح مقاومت و مبارزات مردم ویتنام علیه استعمارگران و اشغالگران آن کشور است که توسط ژنرال وو نگوین جیاپ، فرمانده ارتش وقت ویتنام به رشته تحریر درآمده است. این کتاب با ترجمه حمید عظیمی در سال ۱۳۷۶ در انتشارات اطلاعات به چاپ رسیده است.